# Uniwersytet Wiedeński
Uniwersytet Wiedeński (niem. Universität Wien, pełna nazwa łacińska Alma Mater Rudolphina Vindobonensis) – publiczna uczelnia z siedzibą w Wiedniu w Austrii, która została założona 12 marca 1365 roku przez księcia Rudolfa IV. Szkoła, w której kształci się 93 tys. osób (2014/2015), jest największym i najstarszym uniwersytetem w krajach niemieckojęzycznych.
W 1938 usunięto 2700 pracowników i studentów pochodzenia żydowskiego.

## Wydziały
- Wydział Teologii Katolickiej
- Wydział Teologii Protestanckiej
- Wydział Prawa
- Wydział Przedsiębiorczości, Ekonomii i Statystyki
- Wydział Informatyki
- Wydział Historii i Kulturoznawstwa
- Wydział Filologii i Kulturoznawstwa
- Wydział Psychologii
- Wydział Nauk Społecznych
- Wydział Matematyki
- Wydział Fizyki
- Wydział Chemii
- Wydział Nauk o Ziemi, Geografii i Astronomii
- Wydział Biologii
- Centrum Translatologii
- Centrum Wychowania Fizycznego
- Centrum Biologii Molekularnej
- Centrum Edukacji Teatralnej

## Absolwenci
Laureaci Nagrody Nobla, którzy studiowali na Uniwersytecie Wiedeńskim:
- Robert Bárány, Julius Wagner-Jauregg, Hans Fischer, Karl Landsteiner, Erwin Schrödinger, Victor Franz Hess, Elias Canetti, Otto Loewi, Konrad Lorenz, Friedrich Hayek, Elfriede Jelinek.

Inne osoby, które studiowały na Uniwersytecie Wiedeńskim:
Niko Alm, Bruno Bettelheim, Rudolf Bing, Josef Breuer, Paweł Czempiński, Helene Deutsch, Kurt Gödel, Franz Grillparzer, Paul Feyerabend, O.W. Fischer, Viktor Frankl, Iwan Franko, Sigmund Freud, Jörg Haider, Erwin Hanslik, Ernst Gombrich, Hugo von Hofmannsthal, Jan Jaśkiewicz, Karl Kautsky, Arthur Koestler, Bernice Kolko, Karl Kraus, Richard Kuhn, Paul Lazarsfeld, Tadeusz Matysek, Lise Meitner, Gregor Mendel, Ludwig von Mises, Franz Mesmer, Alois Mock, Julian Niedźwiedzki, Mira Pankowa, Karl Popper, Peter Porsch, Wilhelm Reich, Manfred Rumpl, Arthur Schnitzler, Adalbert Stifter, Kurt Waldheim.